# Slobozia Botești, Vrancea
Slobozia Botești este un sat în comuna Măicănești din județul Vrancea, Muntenia, România.

### Satu Nou
Satu Nou este un sat separat față de Slobozia Botești, din comuna Măicănești, care însă nu este înscris pe Google Maps și pe site-ul Primăriei Măicănești. Satul se află lângă granița comunei Măicănești cu comuna Tătăranu. 

 Acest articol despre o localitate din județul Vrancea este deocamdată un ciot. Puteți ajuta Wikipedia prin completarea lui.